# 北皮拉伊
北皮拉伊是巴西巴伊亚州的一个市镇。总面积227.638平方公里，总人口6059人，人口密度26.6人/平方公里。